# Ordo urbium nobilium
Ordo urbium nobilium est un poème latin en hexamètres dactyliques écrit par Ausone à la fin du IVe siècle.

## Conception de l'œuvre
Entre 388 et 390, Ausone accomplit un long voyage à travers les provinces de l'Empire romain, gouverné à l'époque par l'empereur Théodose Ier. Au cours de ses pérégrinations, s'inspirant de nombreux auteurs plus anciens et s'insérant donc dans un genre littéraire fixé, il conçut l'idée d'en publier un compte-rendu, afin de faire connaître des informations et des avis sur les lieux visités.

## Structure
L'œuvre, en latin, contient une liste des plus grandes villes de l'Empire romain, chacune étant accompagnée d'une brève description, de caractère très honorifique.
La liste est organisée en ordre hiérarchique, de la cité retenue comme la plus importante à la moins importante, réalisant ainsi une vraie classification, propre à Ausone, des plus grandes villes du Bas-Empire romain, accompagnée d'une justification de la position de chacune dans le classement.
Au total, les villes considérées sont au nombre de 19, et les rangs attribués au nombre de 14.
Voici la liste des villes décrites, de la plus importante à la moins importante, dans l'ordre indiqué par Ausone.
1. Rome (Roma)
2. Constantinople (Constantinopolis)
3. Carthage (Carthago)
4. Antioche (Antiochia)
5. Alexandrie (Alexandria)
6. Trèves (Treveris)
7. Milan (Mediolanum)
8. Capoue antique - Santa Maria Capua Vetere (Capua)
9. Aquilée (Aquileia)
10. Arles (Arelas)
11. Séville (Hispalis/Emerita)
12. Cordoue (Corduba)
13. Tarragone (Tarraco)
14. Braga (Bracara)
15. Athènes (Athenae)
16. Catane (Catana)
17. Syracuse (Syracusae)
18. Toulouse (Tolosa)
19. Narbonne (Narbona)
20. Bordeaux (Burdigala)

| Rome Constantinople Carthage Antioche Alexandrie Trèves Milan Capoue Aquilée Arles Séville Cordoue Tarragone Braga Athènes Catane Syracuse Catane Toulouse Narbonne Bordeaux |